# Chitridiomicosi

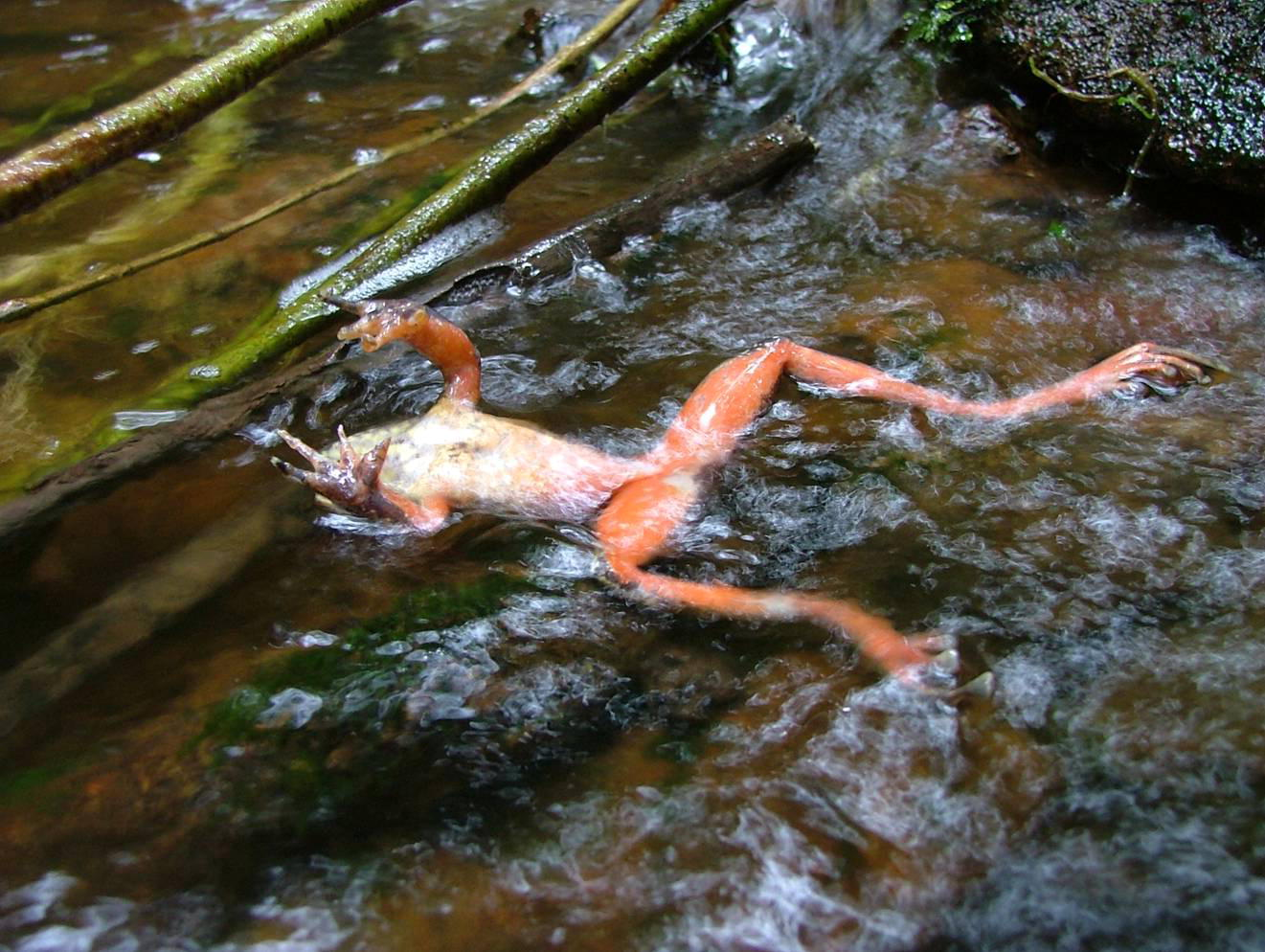
Esemplare di rana colpita da chitridiomicosi

La chitridiomicosi è una malattia provocata da funghi chitride Batrachochytrium dendrobatidis e Batrachochytrium salamandrivoras, che colpisce, anche con conseguenze letali, la cute degli anfibi. il fungo è stato per la prima volta classificato tassonomicamente da Jouyce E. Longcore il 1999. Dagli anni 2000 sono state numerose le segnalazioni della presenza di questo fungo in tutto il mondo e in oltre 1060 specie di anfibi, che ha portato oramai all'estinzione di numerose specie e un serio rischio per le altre. 
Il fungo decompone la cheratina della pelle e si è rivelato in grado di infettare pressoché tutte le specie note di anuri e urodeli. La sensibilità delle varie specie tuttavia è differente: mentre alcune muoiono rapidamente in seguito all'infezione come la rana gastrica meridionale (Rheobatrachus silus) altre, tra cui la rana verde maggiore (Pelophylax ridibundus), la rana toro (Lithobates catesbeianus) e lo xenopo liscio (Xenopus laevis), riescono a sopravvivere, favorendo la diffusione della malattia attraverso la contaminazione dell'acqua. La suscettibilità delle diverse specie sembra in parte legata alle tossine cutanee che alcune specie sono in grado di produrre.
L'origine di questa epidemia è tuttora incerta. Esistono al riguardo due teorie: la prima sostiene che i mutamenti climatici legati al surriscaldamento globale si siano tradotti in una fonte di stress per gli anfibi, rendendoli più suscettibili alle infezioni. La seconda teoria afferma che il fungo, originariamente confinato in Africa, si sia diffuso grazie al commercio mondiale degli anfibi, incontrandosi in tal modo con popolazioni di anfibi maggiormente suscettibili. A sostegno della seconda teoria sta l'isolamento del B. dendrobatidis su esemplari di Xenopus laevis conservati nei musei, risalenti al 1938.

## Diffusione
La chitridiomicosi si è manifestata per la prima volta in maniera eclatante nel 1993 in Australia, dove ha provocato morie di massa di diverse popolazioni di rane, conducendo alcune specie sull'orlo dell'estinzione. La malattia si è poi progressivamente diffusa nei cinque continenti rendendosi responsabile di fenomeni di mortalità in massa di intere popolazioni.
I primi casi di infezione in Italia sono stati diagnosticati nell'estate del 2001 su esemplari di ululone appenninico (Bombina pachypus).

## I danni
I danni causati da questo fungo sono vasti; in alcuni stati, come Panama, ha ucciso dal 90% al 100% delle rane dorate di Panama.
Inoltre:
- Il fungo uccidendo le rane, e di conseguenza anche i girini (che nelle ultime fasi del loro sviluppo si cibano delle alghe presenti sul fondale), permette la proliferazione indiretta del substrato algale, alterando gli ecosistemi fluviali.
- Con la diminuzione del numero di predatori (rane) si assiste ad un aumento nel numero di insetti e un'alterazione dell'equilibrio dell'ecosistema.